# 菅純子
菅 純子（すが じゅんこ）は、日本の声楽家（ソプラノ）、オペラ歌手、音楽教育者。

## 経歴
同志社女子大学学芸学部音楽学科声楽専攻卒業。同大学特別専修科修了。在学中、石村雅子賞受賞（成績最高者）。在学中より イタリアでも研鑽を積む。東京二期会オペラ研修所第４３期マスタークラス修了。第49回全日本学生音楽コンクール大阪大会第3位。第17回国際芸術連盟新人オーディション合格、最優秀新人賞受賞。
ベートーヴェン『第九』、フォーレ『レクイエム』、モーツァルト『戴冠ミサ』のソリストを務める。ポーランドにて「Janowiec国際音楽祭」から招待される。ヒーリングＣＤ「Yours」「YoursⅣ」「YoursⅤ」をリリース。ソロアルバムは「アヴェ・マリア」「ドルチェアマーロ / ドナウディ歌曲集」（FUEN-0802）をリリース。両アルバム共「レコード芸術」誌にて、準特選盤に選定された。東京二期会会員。京都音楽家クラブ会員。
音楽教育者として、幅広い年代に声楽を指導する。

## ディスコグラフィー
- CD『AVE MARIA』菅純子：ソプラノ、須江太郎：ピアノ ムジカフエンテ
- CD『ドルチェアマーロドナウディ歌曲集』菅純子：ソプラノ、須江太郎：ピアノ ムジカフエンテ

## YouTube活動
2021年1月にYouTube公式アーティストチャンネルを開設、同年4月より「Junko Channel」として毎月1日に動画を配信している。
- 2021年4月1日　Ave Maria - Schubert with clarinet
- 2021年4月16日　【登録者100人記念】Smile Up Songs! 2020応援メドレー
- 2021年5月1日　You raise me up
- 2021年6月1日　Moon River (From Breakfast at Tiffany’s)
- 2021年7月1日　My Prince (Lullaby)
- 2021年8月1日　別れの曲（ショパン）
- 2021年8月11日　【登録者200人記念】Time To Say Goodbye(Con Te Partirò)
- 2021年9月1日　雪あかり

## ポッドキャスト活動
2021年9月にポッドキャスト活動を開始することを予告している。毎月15日を目安に配信される。

## 音楽教育者として
- よみうりカルチャー横浜　ボイストレーニング（個人レッスン）講師 [5]